# Теракт в аеропорту Кабула (2021)
Теракт в аеропорту Кабула — терористичний акт, здійснений терористом-смертником «Ісламської держави» 26 серпня 2021 року.

## Хронологія подій
Після падіння Кабула 15 серпня 2021 року і приходу талібів до влади в Афганістані Кабульський міжнародний аеропорт став єдиним місцем, за допомогою якого можна залишити країну. Це викликало велику тисняву на території аеропорту, в тому числі на злітно-посадковій смузі.
26 серпня міністерство оборони Великої Британії заявило про можливий теракт в аеропорту Кабула в найближчі години. Міністр збройних сил Джеймс Геппі заявив, що розвідка дала зрозуміти, що на аеропорт чекає атака
Державний департамент США наказав американцям покинути аеропорт в зв'язку із загрозою теракту.
Вибух біля східного в'їзду в аеропорт влаштував терорист-смертник, що активував вибуховий пристрій в натовпі . Після чого прогримів другий вибух — був підірваний автомобіль біля готелю Baron Hotel. Імовірно, після вибуху почалася перестрілка .
Число вибухів різниться в різних джерелах. Агентство Reuters, посилаючись на свідчення очевидців, повідомляє про шість вибухів поблизу аеропорту. Пентагон заявив, що в день теракту був здійснений лише один вибух .
У день теракту біля посольства Туркменії в Кабулі були затримані громадяни Пакистану з саморобним вибуховим пристроєм.
27 серпня знову з'явилися повідомлення про стрілянину на території аеропорту.
Представник «Талібану» повідомив про затримання декількох осіб в районі аеропорту Кабула, зазначивши, що подробиці затримань не розголошуються.
28 серпня президент США Джо Байден повідомив про загрозу нового теракту в районі аеропорту Кабула протягом найближчих 24 — 36 годин.
29 серпня в районі аеропорту знову стався вибух. За попередніми даними, його причиною став ракетний удар по житловому будинку. Жертвою вибуху стала, щонайменше, одна дитина. Атаку спланували збройні сили США. Метою атаки став автомобіль з терористом-смертником і декількома іншими бойовиками «Ісламської держави», які мали намір влаштувати ще одну атаку на Кабульський аеропорт. Повідомляється про шість постраждалих, проте не уточнюється, стали вони жертвами чи отримали поранення.
30 серпня по аеропорту Кабула здійснили ракетний обстріл. Всього було випущено 6 ракет. Відповідальність за атаку на себе взяла терористична організація «Ісламська держава» (ІДІЛ). Американські чиновники заявили, що протиракетна система США C-RAM перехопила п'ять ракет. Станом на 30 серпня повідомлень про жертви унаслідок ракетного обстрілу немає.

## Постраждалі

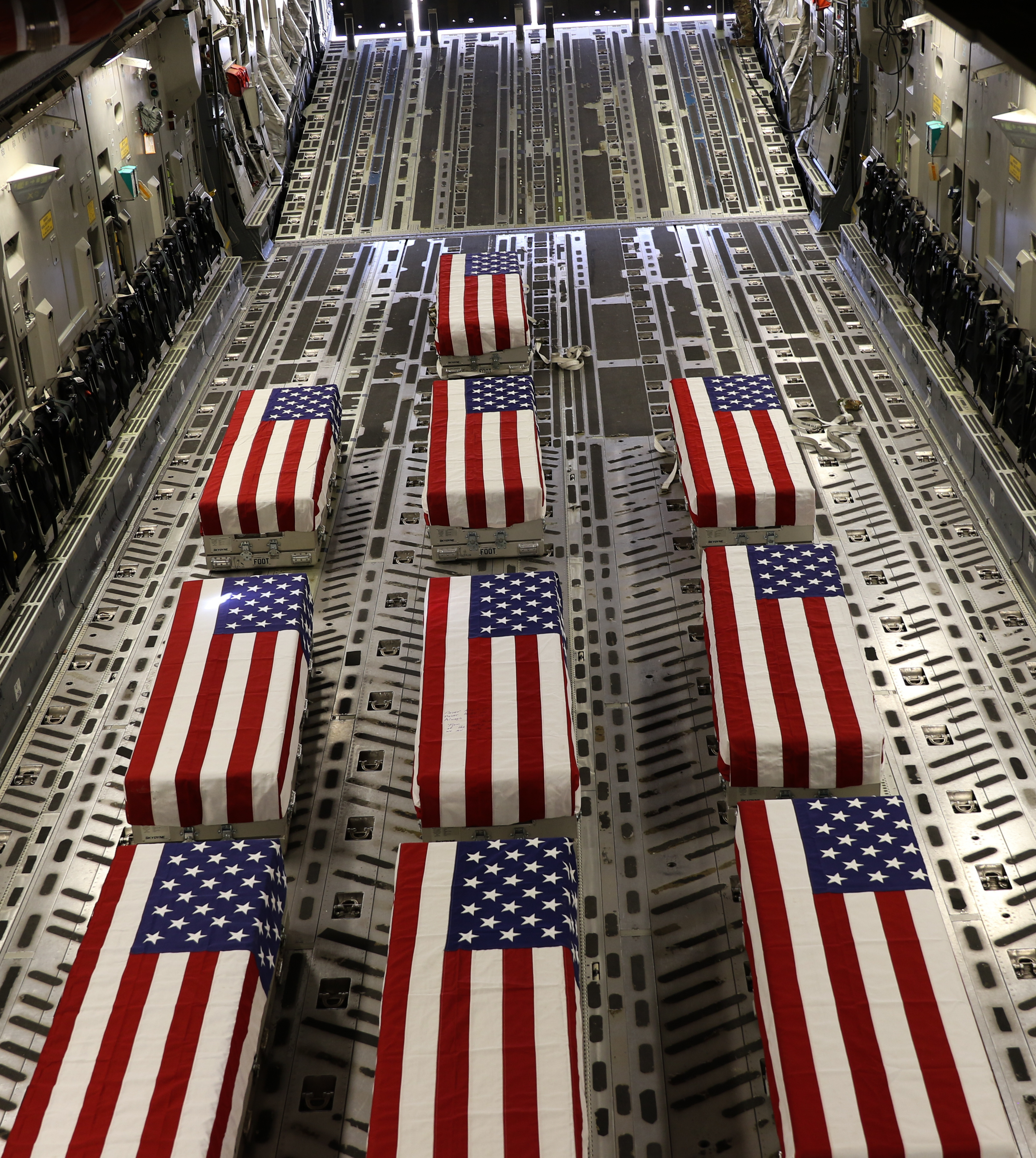
Тіла загиблих внаслідок теракту американських військових на борту військового літака США

Число поранених офіційно становить 210. За повідомленням афганського міністерства охорони здоров'я в результаті теракту постраждали 1 338 осіб.
Число загиблих — понад 200 осіб, включаючи 13 військовослужбовців США, 12 з яких були морськими піхотинцями, 1 — санітаром військово-морського флоту. Це — найбільша втрата американських військовослужбовців з моменту катастрофи вертольота CH-47 в 2011 році. Серед загиблих щонайменше 28 людей є представниками руху «Талібан».
У теракті загинули два афганських журналіста.

## Відповідальність

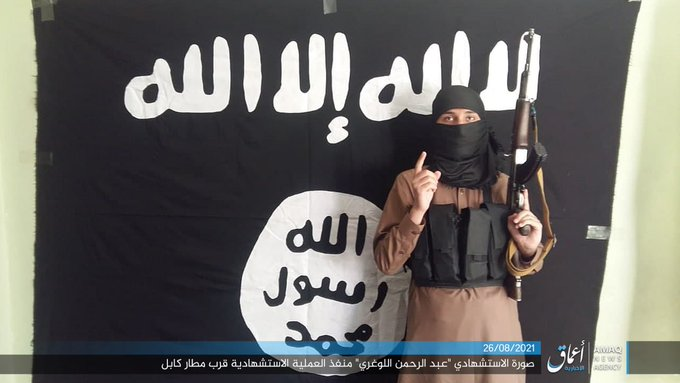
Терорист-смертник «Ісламської держави», який підірвав себе

Газета Politico з посиланням на джерело в американській адміністрації повідомляє, що відповідальність за теракт несе організація «Ісламська Держава» .
Представниками «Ісламської держави» було опубліковано наступне повідомлення:

«За допомогою Аллаха Всемогутнього, брат мученика, так прийме його Аллах Всемогутній, зміг проникнути через бар'єри безпеки, встановлені хрестоносцями і відступниками навколо аеропорту Кабула, де він був оточений великим скупченням американських військ, перекладачів і шпигунів, які співпрацюють з ними на околицях, потім він підірвав свій пояс з вибухівкою, в результаті чого близько 160 чоловік було вбито і поранено, у тому числі понад 20 військовослужбовців американських військ».

Терористом-смертником, який здійснив теракт, став Абдул-Рахман Логар, який допомагав організації в проведенні атак з 2019 року.
Також представники організації відзначили, що при падінні Кабула талібами були звільнені в'язні з в'язниць, серед них були представники Ісламської Держави.
27 серпня безпілотник ВПС США знищив штаб-квартиру терористичного руху «Вилаят Хорасан» у провінції Нангархар.
Міністерство оборони США повідомило про двох терористів-смертників, однак пізніше ця інформація була спростована.

## Міжнародна реакція
Президент України Володимир Зеленський висловив співчуття американським і афганським сім'ям загиблих і повідомив про те, що «країни   повинні спільно працювати над евакуацією тих, хто потребує допомоги».
 Прем'єр-міністр Великої Британії Борис Джонсон скликав засідання надзвичайного урядового комітету. Висловив співчуття сім'ям загиблих і оголосив про продовження евакуації з Афганістану.
 Глава Європейської ради Шарль Мішель висловив співчуття постраждалим і близьким загиблих в результаті теракту.
 Глава міністерства закордонних справ Латвії Едгар Ринкевич назвав теракт « жахливою подією».
 Президент США Джо Байден відклав переговори з прем'єр-міністром Ізраїлю Нафталі Бенет через теракт. Байден також вшанував пам'ять загиблих американських військових, назвавши їх героями і доручив Пентагону розробити план удару у відповідь по бойовиках, які вчинили теракт. В знак жалю по загиблим американцям на всій території США будуть спущені державні прапори. Американські військові провели операцію по усуненню одного з організаторів атак «Ісламської держави» за допомогою безпілотника.
 Терористична організація «Ісламська держава» взяла на себе відповідальність за теракт.
 Представник руху «Талібан» засудив теракт в своєму Twitter.
 Глава Національної коаліції Афганістану Абдулла Абдулла засудив напад .
 Президент Франції Еммануель Макрон висловив співчуття близьким загиблих і засудив теракт.
 Прем'єр-міністр Канади Джастін Трюдо засудив теракт, висловив співчуття сім'ям загиблих і підтвердив прихильність Канади забезпечення житла афганським біженцям.
 Міністр закордонних справ Данії Йеппе Кофод висловив співчуття сім'ям загиблих і вшанував пам'ять загиблих військовослужбовців США.
 Міністерство закордонних справ Індії засудило теракт і закликало до спільної боротьби з тероризмом.
 Міністр закордонних справ Ізраїлю Яір Лапід заявив про те, що він «шокований і засмучений» нещодавно трапився. Також він закликав США до співпраці в боротьбі з тероризмом.
 Міністр закордонних справ Норвегії Іне Марі Еріксен Сорейде засудила напад.
 Канцлер Німеччині Ангела Меркель скасувала свою поїздку до Ізраїлю, щоб стежити за ходом евакуації.
 Міністр закордонних справ Туреччини Мевлют Чавушоглу засудив напад.
 Міністр закордонних справ Фінляндії Пекка Гаавісто висловив співчуття сім'ям загиблих і постраждалим, а також засудив теракт.
 Президент Польщі Анджей Дуда заявив про те, що він засуджує теракт.
 Генеральний секретар ООН Антоніу Гутерріш засудив теракт, заявивши про нестабільність ситуації в Афганістані і продовження надання допомоги афганському народу. Рада Безпеки ООН опублікувала заяву із засудженням теракту і закликом покарати причетних.
 Прем'єр-міністр Австралії Скотт Моррісон висловив співчуття сім'ям загиблих і засудив теракт.
 Посол Росії в США Анатолій Антонов висловив співчуття сім'ям загиблих і закликав об'єднати зусилля в боротьбі з тероризмом. Дмитро Пєсков висловив стурбованість ситуацією в Афганістані і засудив теракт. Міністр закордонних справ Росії Сергій Лавров засудив теракт і висловив співчуття сім'ям загиблих.
 Прем'єр-міністр Грузії Іраклі Гарібашвілі ухвалив рішення про відправлення гуманітарної допомоги до Кабулу.
 Міністерство закордонних справ Узбекистану засудило теракт і висловило співчуття сім'ям загиблих.
 Президент Казахстану Касим-Жомарт Токаєв висловив співчуття Джо Байдену у зв'язку з пораненнями і загибеллю американським військових в теракті.
 Міністерство закордонних справ Індонезії засудив теракт.
 Папа Римський Франциск закликав християн до молитви і посту в ім'я примирення в Афганістані і висловив співчуття у зв'язку з терактом.